# Mohamed Machou
Mohamed Machou, né le 25 juin 1958, est un handballeur international algérien.

## Biographie

### Carrière
- NA Hussein Dey (1976-1992)
- équipe d'Algérie (1979-1989)

## Palmarès de joueur

### En clubs
MA Hussein Dey
- Finaliste de la Coupe d'Algérie en 1983 , 1984

### avec l'Équipe d'Algérie(1979-1989)
Championnat d'Afrique des nations
- Vainqueur du Championnat d'Afrique 1981
- Vainqueur du Championnat d'Afrique 1983

Jeux africains
- Vainqueur des Jeux africains de 1987

Jeux méditerranéens
- Vainqueur des Jeux méditerranéens de 1987

Jeux olympiques
- 10e place aux Jeux olympiques de 1980

Championnats du monde
- 16e place au Championnat du monde 1982
- 16e place au Championnat du monde 1986

## Palmarès d'entraîneur

### Carrière d'entraîneur
- NA Hussein Dey (1990-1993)
- l'équipe d'Algérie (1993-1996)
- Al-Ahli Club (1996-2001)
- Sharjah FC (2001-2003)
- l'équipe de Bahreïn (2003-2004)
- Al Wasl Dubaï (2004-2011)
- Al-Jazira Club (2011-2013)
- Al Nasr Dubaï (2013-2017)
- Al Wasl Dubaï (2017- 2020)

### avec les Clubs
- Al-Ahli Club
  - Vainqueur du Championnat de Bahreïn (2) : 1997 ، 1998
  - Vainqueur de la Coupe de Bahreïn (2) : 1999  ، 2001
  - Vainqueur de la Coupe des vainqueurs de coupes du Golfe en 1996
  - Finaliste de la Coupe des vainqueurs de coupes du Golfe en 2000
  - 3e place de la Coupe des vainqueurs de coupes du Golfe en 1997
- Sharjah FC
  - Vainqueur du Championnat des Émirats arabes unis (1) : 2002
- Al Wasl Dubaï
  - Vainqueur du Championnat des Émirats arabes unis (2) : 2009 ،  2010
  - Vainqueur de la Coupe des président des Émirats arabes unis : 2007
  - Vainqueur de la Supercoupe des Émirats arabes unis : 2006
  - Finaliste de la  Coupe des président des Émirats arabes unis  : 2018
  - 3e place de la Coupe des vice-président des Émirats arabes unis : 2018/2019
  - Finaliste de la Coupe des vice-président des Émirats arabes unis : 2019/2020
- Al Nasr Dubaï
  - Vainqueur du Championnat des Émirats arabes unis : 2014
  - Vainqueur de la  Coupe des président des Émirats arabes unis  : 2015
  - Vainqueur de la  Coupe des vice-président des Émirats arabes unis : 2015

### avec l'équipe d'Algérie
- Médaille d'argent au Championnat d'Afrique 1994
- 16e au championnat du monde 1995 (Islande)

### avec l'équipe de Bahreïn
- 4e au Championnat d'Asie 2004 (en)